# Brücke von Kharaba
Die Brücke von Charaba ist eine römische Straßenbrücke in Syrien in der Nähe der antiken Stadt Bostra (heute: Bosra Ash-Sham).
Die in der alten Kulturlandschaft des Hauran gelegene Konstruktion überquert 3,5 km nordwestlich der Stadt den Wadi Zeidi, einen Zulauf des Jarmuk. Die Spannweite der drei Rundbögen beträgt jeweils 3,8 m, die Höhe bis zur Kämpferlinie 2,5 m und die Pfeilerstärke 2,4 m; die Brückenbreite misst 4,52 m. An der östlichen Brückenauffahrt befindet sich ein kleinerer, quadratischer Wasserdurchlass, der durch einen Pfeiler samt Kapitell abgestützt ist. Gewölbe und Außenverschalung der in einem recht guten Erhaltungszustand befindlichen Brücke bestehen aus überwiegend schwarz-grünlichen Basaltquadern.
Im näheren Umkreis haben sich mindestens zwei weitere Römerbrücken über den Wadi Zeidi erhalten: die Brücke von Djemerrin und die in At-Tayyibeh.